# Alpen Cup w kombinacji norweskiej 2022/2023
Alpen Cup w kombinacji norweskiej 2022/2023 to kolejna edycja tego cyklu zawodów. Rywalizacja rozpoczęła się 9 września 2022 r. w niemieckim Oberstdorfie, a zakończyła się 12 marca 2023 r. w niemieckim Oberhofie.
Tytułu z poprzedniej edycji bronił Włoch Iacopo Bortolas. W tym sezonie najlepszy okazał się Niemiec Richard Stenzel.

## Kalendarz i wyniki
| Lp. | Data             | Miejscowość | Dystans                  | 1. miejsce      | 2. miejsce          | 3. miejsce        |
| --- | ---------------- | ----------- | ------------------------ | --------------- | ------------------- | ----------------- |
| 1.  | 9 września 2022  | Oberstdorf  | Start masowy HS106/10 km | Marco Heinis    | Tristan Sommerfeldt | Kilian Gütl       |
| 2.  | 10 września 2022 | Oberstdorf  | Gundersen HS106/5 km     | Marco Heinis    | Nick Schönfeld      | Richard Stenzel   |
| 3.  | 24 września 2022 | Villach     | Gundersen HS98/10 km     | Marco Heinis    | Severin Reiter      | Kilian Gütl       |
| 4.  | 25 września 2022 | Villach     | Gundersen HS98/5 km      | Marco Heinis    | Benedikt Gräbert    | Pepe Schula       |
| 5.  | 17 grudnia 2022  | Seefeld     | Gundersen HS109/5 km     | Paul Walcher    | Lukáš Doležal       | Samuel Lev        |
| 6.  | 18 grudnia 2022  | Seefeld     | Gundersen HS109/10 km    | Paul Walcher    | Severin Reiter      | Tom Rochat        |
| 7.  | 14 stycznia 2023 | Schonach    | Gundersen HS100/5 km     | Odwołano        | Odwołano            | Odwołano          |
| 8.  | 15 stycznia 2023 | Schonach    | Gundersen HS100/5 km     | Odwołano        | Odwołano            | Odwołano          |
| 9.  | 11 lutego 2023   | Harrachov   | Gundersen HS100/10 km    | Jiří Konvalinka | Paul Walcher        | Richard Stenzel   |
| 10. | 12 lutego 2023   | Harrachov   | Gundersen HS100/5 km     | Jiří Konvalinka | Richard Stenzel     | Samuel Lev        |
| 11. | 11 marca 2023    | Oberhof     | Gundersen HS100/10 km    | Kilian Gütl     | Richard Stenzel     | Jonas Fischbacher |
| 12. | 12 marca 2023    | Oberhof     | Gundersen HS100/5 km     | Richard Stenzel | Matic Garbajs       | Benedikt Gräbert  |

## Klasyfikacja generalna
| M.  | Zawodnik         | Punkty |
| --- | ---------------- | ------ |
| 1.  | Richard Stenzel  | 525    |
| 2.  | Kilian Gütl      | 464    |
| 3.  | Paul Walcher     | 439    |
| 4.  | Marco Heinis     | 400    |
| 5.  | Benedikt Gräbert | 365    |
| 6.  | Severin Reiter   | 329    |
| 7.  | Lukáš Doležal    | 326    |
| 8.  | Nick Schönfeld   | 317    |
| 9.  | Pepe Schula      | 281    |
| 10. | Matic Garbajs    | 273    |
| ... |                  |        |
| 33. | Kacper Jarząbek  | 50     |
| 45. | Andrzej Waliczek | 19     |
| 59. | Miłosz Krzempek  | 3      |